# Wilhelm Richard Berger
Wilhelm Richard Berger (auch: Willy R. Berger, Willy Richard Berger; * 25. November 1935 in Dortmund; † 19. Juni 1996 in Köln) war ein deutscher Literaturwissenschaftler, Schriftsteller und Übersetzer.

## Leben
Wilhelm Richard Berger wurde 1968 an der Universität Bonn mit einer Arbeit über Thomas Mann zum Doktor der Philosophie promoviert. Von 1968 bis 1971 wirkte er als wissenschaftlicher Assistent an der Universität Köln und von 1971 bis 1978 in gleicher Funktion an der Universität Bonn. Von 1978 bis 1986 war er als Publizist und freier Schriftsteller tätig. 1986 habilitierte er sich an der Universität Bonn mit einer literaturwissenschaftlichen Arbeit über das Chinabild der Aufklärung; im gleichen Jahr erhielt er eine Professur für Deutsche Literatur an der Universität in Namur.
Berger veröffentlichte neben literaturwissenschaftlichen Facharbeiten eigene Gedichte; daneben übersetzte er aus dem Französischen.

## Werke
- Die mythologischen Motive in Thomas Manns Roman "Joseph und seine Brüder", Köln [u. a.] 1971
- Lanzarote, Dortmund 1986 (zusammen mit Conrad Schumacher)
- China-Bild und China-Mode im Europa der Aufklärung, Köln [u. a.] 1990
- Hans Sachs. Schuhmacher und Poet, Frankfurt am Main 1994
- Der träumende Held, Namur 2000
- Mittlere Zerfallszeit kurz, Weilerswist 2001

## Herausgeberschaft
- Punch, Dortmund 1982

## Übersetzungen
- Charles Baudelaire: Die Blumen des Bösen, München 1982.
- Stéphane Mallarmé: Un coup de dés jamais n’abolira le hasard, Göttingen 1995.
- Paul Verlaine: Galante Feste, München 1980.
- Paul Verlaine: Gedichte, Stuttgart 1988.